# Социальный предприниматель
Социа́льный предпринима́тель — центральное действующее лицо социального предпринимательства, от личностных социально-психологических качеств которого зависит успех социального предприятия.

## Качества и навыки
Формирование представления о социальном предпринимателе, как и о социальном предпринимательстве, ввод в оборот и популяризацию этих понятий приписывают Биллу Дрейтону, американскому менеджеру, председателю некоммерческого фонда «Ашока: Инновации для общества» (1980). Широко известно его высказывание о социальных предпринимателях:

Социальные предприниматели не довольствуются только тем, чтобы дать рыбу или научить ловить рыбу. Они не успокоятся, пока не осуществят революцию в рыбной промышленности.
Оригинальный текст (англ.)Social entrepreneurs are not content just to give a fish or teach how to fish. They will not rest until they have revolutionized the fishing industry.
— Билл Дрейтон, Leading Social Entrepreneurs Changing the World
Билл Дрейтон указывает, что социальных предпринимателей очень мало: на каждую тысячу творческих, альтруистических и энергичных людей, — не более одного, кто настроен и готов менять именно всю целевую область, а не просто добиваться поставленной цели.
Социальный предприниматель может создавать и управлять как коммерческими, так и некоммерческими организациями, но их существование обусловлено выполнением определённой социальной миссии. Для проведения требуемых социальных перемен индивиду необходимо обладать инициативностью и волей отстаивать интересы других людей.
Личные качества, отличающие социального предпринимателя от обычного предпринимателя:
- Просоциальное поведение — забота о благополучии и правах других людей, стремление принести им ту или иную выгоду,
- гражданская мотивированность — готовность оказывать поддержку своей организации, выходя за рамки служебного долга (это качество важно в большей степени для корпоративного социального предпринимательства[англ.]),
- проактивность личности — способность брать инициативу в свои руки для изменения обстоятельств в лучшую сторону.

Требуемые от социального предпринимателя навыки включают:
- трансформационные навыки — лидерство, командообразование, управление изменениями;
- трансакционные навыки — организация эффективной команды, контроль за работой добровольцев и удержание их,
- навыки общественной работы — самообучение, поиск заинтересованной стороны и работа с её представителями, маркетинг.

### В России
По мнению исследователей, для развития социального предпринимательства в России и обучения молодёжи соответствующим качествам и навыкам следует изменить систему образования, включая начальное и среднее.
В России социальный предприниматель имеет возможность реализовать свои качества и навыки различными способами: через частные коммерческие и некоммерческие организации, общественные объединения, организации микрокредитования, фондовые организации, корпоративное социальное предпринимательство.